# Kiernan Shipka
Kiernan Brennan Shipka (Chicago, 10 de noviembre de 1999) es una actriz estadounidense, conocida por sus papeles como Sally Draper en la serie dramática de AMC Mad Men (2007-2015), Sabrina Spellman en la serie de Netflix Chilling Adventures of Sabrina (2018-2020) y la sexta temporada de la serie Riverdale de The CW (2021-2022), B.D. Hyman en la serie del canal FX titulada Feud: Bette and Joan (2017) y Jinora en The Legend of Korra (2012-2014).
Shipka ha protagonizado varias películas, incluidas Carriers (2009), Flowers in the Attic (2014), The Blackcoat's Daughter (2015), The Silence (2019), Wildflower (2022) y Totally Killer (2023).

## Biografía
Shipka nació en Chicago, Illinois, como hija única de John Young Shipka, un desarrollador inmobiliario, y de Erin Ann Brennan. Tomó clases de baile de salón desde los cinco años. Su familia se mudó a Los Ángeles, California, cuando ella tenía seis años para apoyar su carrera como actriz.
Shipka nombró a Grace Kelly como una inspiración. Ella recibió clases de Muay Thai y consiguió el cinturón negro en Taekwondo cuando tenía doce años.

## Trayectoria profesional

### 2006-2015
Shipka hizo su debut televisivo a los cinco meses de edad en el drama hospitalario ER. Comenzó a modelar estampados comerciales cuando era un bebé. Después de asumir pequeños papeles televisivos, su primer papel importante fue el de Sally Draper, la hija del personaje principal Don Draper, en la serie de televisión Mad Men de 2007-2015. Consiguió el papel después de dos audiciones. Fue una estrella invitada recurrente durante las primeras tres temporadas del programa y luego se convirtió en una estrella regular en la cuarta temporada.

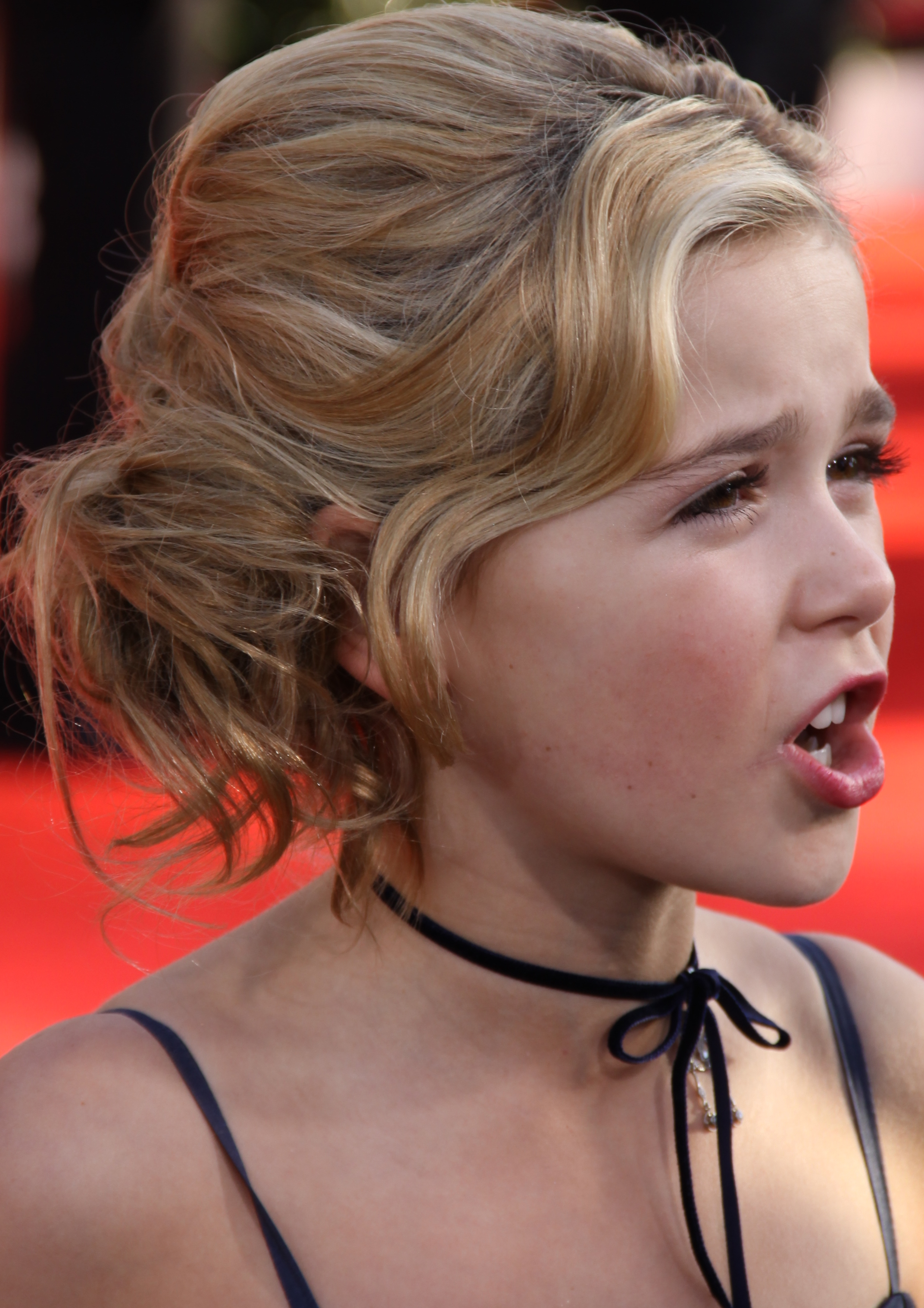
Shipka en los premios del Sindicato de Actores 2010.

Como parte del elenco Mad Men, ganó el Premio del Sindicato de Actores a la Mejor Actuación de un Conjunto en una Serie Dramática en 2008 y 2009. Shipka recibió elogios por su actuación en Mad Men. En 2010, el crítico de Austin American-Statesman, Dale Roe, la nombró como la nominada de sus sueños para el premio Primetime Emmy a la mejor actriz invitada en una serie dramática, y escribió: "Esta actriz de 10 años fue tan conmovedora como la problemática Sally Draper la temporada pasada que Parece extraño que acaba de ser ascendida a serie regular. Si el próximo trabajo de Shipka en Mad Men (luchando con el matrimonio roto de sus padres y entrando en la preadolescencia en la tumultuosa década de 1960) sigue siendo tan sorprendente como lo fue en la tercera temporada, esto es una papeleta. Ojalá eso pudiera hacerse realidad el año que viene".
En 2014, Shipka fue nombrada una de las "25 adolescentes más influyentes de 2014" por la revista Time. Ese mismo año, IndieWire la incluyó en su lista de "20 actores menores de 20 años a seguir". Shipka protagonizó la película de Lifetime de 2014 Flowers in the Attic y coprotagonizó (con Emma Roberts) la película de terror de Oz Perkins de 2015 The Blackcoat's Daughter.

### 2016-2021
En 2017, interpretó a B.D. Hyman, hija de Bette Davis, en la serie de televisión de FX Feud: Bette and Joan. En enero de 2018, se anunció que Shipka interpretaría a Sabrina Spellman en la serie Chilling Adventures of Sabrina de Netflix basada en la serie de cómics del mismo nombre. La primera parte fue lanzada por Netflix el 26 de octubre de 2018, y un episodio en diciembre. El programa tuvo tres partes más y concluyó el 31 de diciembre de 2020, con un total de 36 episodios. Shipka repitió el papel en un episodio de la sexta temporada de Riverdale, "Capítulo noventa y nueve: Las horas de las brujas", emitido el 7 de diciembre de 2021.
Shipka coprotagonizó la película de comedia romántica navideña de 2019 dirigida por Luke Snellin, Let It Snow, basada en la novela Let It Snow: Three Holiday Romances. El rodaje comenzó en febrero de 2019.
Shipka interpretó a un adolescente sorda junto a Stanley Tucci en la película de terror de John R. Leonetti The Silence, basada en la novela de terror de 2015 del mismo nombre de Tim Lebbon. Netflix lanzó The Silence el 10 de abril de 2019. Shipka aprendió el lenguaje de señas americano para el papel. Leonetti elogió su actuación diciendo: "Está actuando junto a Stanley Tucci y, créanme, es más que defenderse. Ha sido fascinante observarla".
En mayo de 2021, Shipka participó en la serie limitada de drama político de HBO White House Plumbers. Interpretó a Bea Johnson, hija de dos padres con discapacidad intelectual, en el drama de 2022 Wildflower.

### 2022-2024
En septiembre de 2022, Shipka participó en Red One, coprotagonizada por Dwayne Johnson y Chris Evans. En mayo de 2023 se unió al elenco de Twisters. Ella protagonizó Maximum Truth, que se estrenó el 23 de junio de 2023.
En octubre de 2023, Shipka protagonizó junto a la actriz Olivia Holt la comedia de terror de los 80 de Amazon Prime Video, Totally Killer, por la que recibió críticas positivas. En julio de 2024, apareció en Twisters.
Shipka protagonizará próximamente la película de suspense Stone Cold Fox.

## Filmografía

### Cine
| Año  | Título original                          | Personaje          | Notas             |
| ---- | ---------------------------------------- | ------------------ | ----------------- |
| 2007 | Dimension                                | Molly              |                   |
| 2008 | Lower Learning                           | Sarah              |                   |
| 2009 | A Rag Doll Story                         | Chica              | Cortometraje      |
| 2009 | Land of the Lost                         | Niña               |                   |
| 2009 | Carriers                                 | Jodie              |                   |
| 2009 | House Broken                             | Tammy Tawber       |                   |
| 2010 | Cats & Dogs: The Revenge of Kitty Galore | Niña pequeña       |                   |
| 2010 | The Ryan and Randi Show                  | Lala La Lala       | Cortometraje      |
| 2010 | Squeaky Clean                            | Emily              | Cortometraje      |
| 2012 | The Empty Room                           | Juliet             | Cortometraje      |
| 2013 | Very Good Girls                          | Eleanor Berger     |                   |
| 2014 | The Edge of the Woods                    | Alice              | Cortometraje      |
| 2014 | Flowers in the Attic                     | Cathy Dollanganger |                   |
| 2015 | One & Two                                | Eva                |                   |
| 2015 | When Marnie Was There                    | Marnie             | Doblaje al inglés |
| 2015 | The Blackcoat's Daughter                 | Kat                |                   |
| 2019 | The Silence                              | Ally Andrews       |                   |
| 2019 | Let It Snow                              | Angie Duque        |                   |
| 2022 | Wildflower                               | Bea Johnson        |                   |
| 2023 | Maximum Truth                            | Hartlynn Cassidy   |                   |
| 2023 | Totally Killer                           | Jamie Hughes       |                   |
| 2024 | Longlegs                                 | Carrie Anne Camera |                   |
| 2024 | Twisters                                 | Addy               |                   |
| 2024 | The Last Showgirl                        | Jodie              |                   |
| 2024 | Red One                                  | Grýla              |                   |
| 2024 | Sweethearts                              | Jamie Warren       |                   |

### Televisión
| Año       | Título original                       | Personaje                | Notas                                        |
| --------- | ------------------------------------- | ------------------------ | -------------------------------------------- |
| 2006      | Monk                                  | Niña pequeña             | Episodio: «Mr. Monk Gets a New Shrink»       |
| 2006      | The Angriest Man in Suburbia          | Lola                     | Película para televisión                     |
| 2007      | Cory in the House                     | Compañera de Sophie      | Episodio: «Mall of Confusion»                |
| 2007      | Mad TV                                | Niña enfadada            | Episodio: «Ruined My Life»                   |
| 2007      | Heroes                                | Pequeña niña             | Episodio: «Four Months Ago...»               |
| 2007–2009 | Jimmy Kimmel Live!                    | Varios personajes        | 6 episodios                                  |
| 2007–2015 | Mad Men                               | Sally Beth Draper        | Elenco principal; 89 episodios               |
| 2011      | Smooch                                | Zoe Cole                 | Película para televisión                     |
| 2012      | Don't Trust the B---- in Apartment 23 | Ella misma               | Episodio: «Parent Trap»                      |
| 2012–2014 | The Legend of Korra                   | Jinora (voz)             | Elenco principal; 25 episodios               |
| 2013–2018 | Sofia the First                       | Oona (voz)               | Rol recurrente; 3 episodios                  |
| 2015      | Unbreakable Kimmy Schmidt             | Kymmi                    | Episodio: «Kimmy Has A Birthday!»            |
| 2015      | Fan Girl                              | Telulah «Lu» Farrow      | Película para televisión                     |
| 2017      | Feud: Bette and Joan                  | Barbara Davis Hyman      | Rol recurrente; 5 episodios                  |
| 2017      | American Dad!                         | Estudiante (voz)         | Episodio: «The Witches of Langley»           |
| 2017      | Family Guy                            | Animadora cantante (voz) | Episodio: «The Peter Principal»              |
| 2017      | Neo Yokio                             | Helenist (voz)           | Episodio: «O, the Helenists»                 |
| 2018–2020 | Chilling Adventures of Sabrina        | Sabrina Spellman         | Protagonista; 36 episodios                   |
| 2021–2022 | Riverdale                             | Sabrina Spellman         | Invitada especial; 2 episodios               |
| 2022      | Swimming with Sharks                  | Lou Simms                | Protagonista; 6 episodios                    |
| 2023      | The Other Two                         | Ella misma               | Episodio: «Cary & Brooke Go to an AIDS Play» |
| 2023      | White House Plumbers                  | Kevan Hunt               | Rol recurrente (miniserie)                   |

### Vídeos musicales
| Año  | Título               | Artista                  | Personaje        | Ref.          |
| ---- | -------------------- | ------------------------ | ---------------- | ------------- |
| 2013 | «We Rise Like Smoke» | Kyler England            | Young Kyler      |               |
| 2020 | «Straight to Hell»   | Kiernan Shipka & LVCRAFT | Sabrina Spellman | [ 37 ] [ 38 ] |

### Videojuegos
| Año  | Título                  | Personaje                   |
| ---- | ----------------------- | --------------------------- |
| 2016 | Marvel Avengers Academy | Jessica Drew / Spider-Woman |

## Premios y nominaciones
| Año  | Premio                              | Categoría                                                                     | Trabajo nominado                         | Resultado | Ref.   |
| ---- | ----------------------------------- | ----------------------------------------------------------------------------- | ---------------------------------------- | --------- | ------ |
| 2007 | Satellite Awards                    | Best Cast – Television Series                                                 | Mad Men                                  | Ganadora  | [ 40 ] |
| 2009 | Screen Actors Guild                 | Outstanding Performance by an Ensemble in a Drama Series                      | Mad Men                                  | Ganadora  | [ 41 ] |
| 2009 | Young Artist Awards                 | Best Performance in a TV Series – Recurring Young Actress                     | Mad Men                                  | Nominada  | [ 42 ] |
| 2010 | Screen Actors Guild                 | Outstanding Performance by an Ensemble in a Drama Series                      | Mad Men                                  | Ganadora  | [ 41 ] |
| 2010 | Young Artist Awards                 | Best Performance in a Short Film – Young Actress                              | Squeaky Clean                            | Nominada  | [ 43 ] |
| 2010 | Young Artist Awards                 | Best Performance in a Feature Film – Supporting Young Actress                 | Carriers                                 | Nominada  | [ 43 ] |
| 2011 | Screen Actors Guild Awards          | Outstanding Performance by an Ensemble in a Drama Series                      | Mad Men                                  | Nominada  | [ 41 ] |
| 2011 | Young Artist Awards                 | Best Performance in a Feature Film – Leading Young Actress Ten and Under      | Cats & Dogs: The Revenge of Kitty Galore | Nominada  | [ 44 ] |
| 2011 | Young Artist Awards                 | Best Performance in a TV Series (Comedy or Drama) – Supporting Young Actress  | Mad Men                                  | Nominada  | [ 44 ] |
| 2012 | Young Hollywood Awards              | Scene Stealer Female                                                          | Mad Men                                  | Ganadora  | [ 45 ] |
| 2012 | Young Artist Awards                 | Best Performance in a TV Movie, Miniseries or Special – Leading Young Actress | Smooch                                   | Nominada  | [ 46 ] |
| 2013 | Screen Actors Guild                 | Outstanding Performance by an Ensemble in a Drama Series                      | Mad Men                                  | Nominada  | [ 47 ] |
| 2013 | Young Artist Awards                 | Best Performance in a Voice-Over Role (Television) – Young Actress            | The Legend of Korra                      | Nominada  | [ 48 ] |
| 2013 | Young Artist Awards                 | Best Performance in a TV Series – Recurring Young Actress                     | Mad Men                                  | Ganadora  | [ 48 ] |
| 2013 | Women in Film Crystal + Lucy Awards | Lucy Award                                                                    | Mad Men                                  | Ganadora  | [ 49 ] |
| 2014 | Young Hollywood Awards              | You're So Fancy                                                               |                                          | Nominada  | [ 50 ] |
| 2019 | MTV Movie & TV Awards               | Best Performance in a Show                                                    | Chilling Adventures of Sabrina           | Nominada  |        |
| 2019 | Saturn Awards                       | Best Actress in a Streaming Presentation                                      | Chilling Adventures of Sabrina           | Nominada  | [ 51 ] |
| 2019 | Teen Choice Awards                  | Choice Sci-Fi/Fantasy TV Actress                                              | Chilling Adventures of Sabrina           | Nominada  | [ 52 ] |